# Jezioro Pławęcińskie
Jezioro Pławęcińskie – jezioro na Równinie Gryfickiej, położone w woj. zachodniopomorskim, w powiecie kołobrzeskim, gminie Gościno. 
Powierzchnia jeziora wynosi 8,68 ha.
Według Mapy Podziału Hydrograficznego Polski jezioro należy do zlewni strugi Ołużnej.
Ok. 0,5 km na południe od jeziora znajduje się wieś Pławęcino.